# Weyermann (Patrizierfamilie)

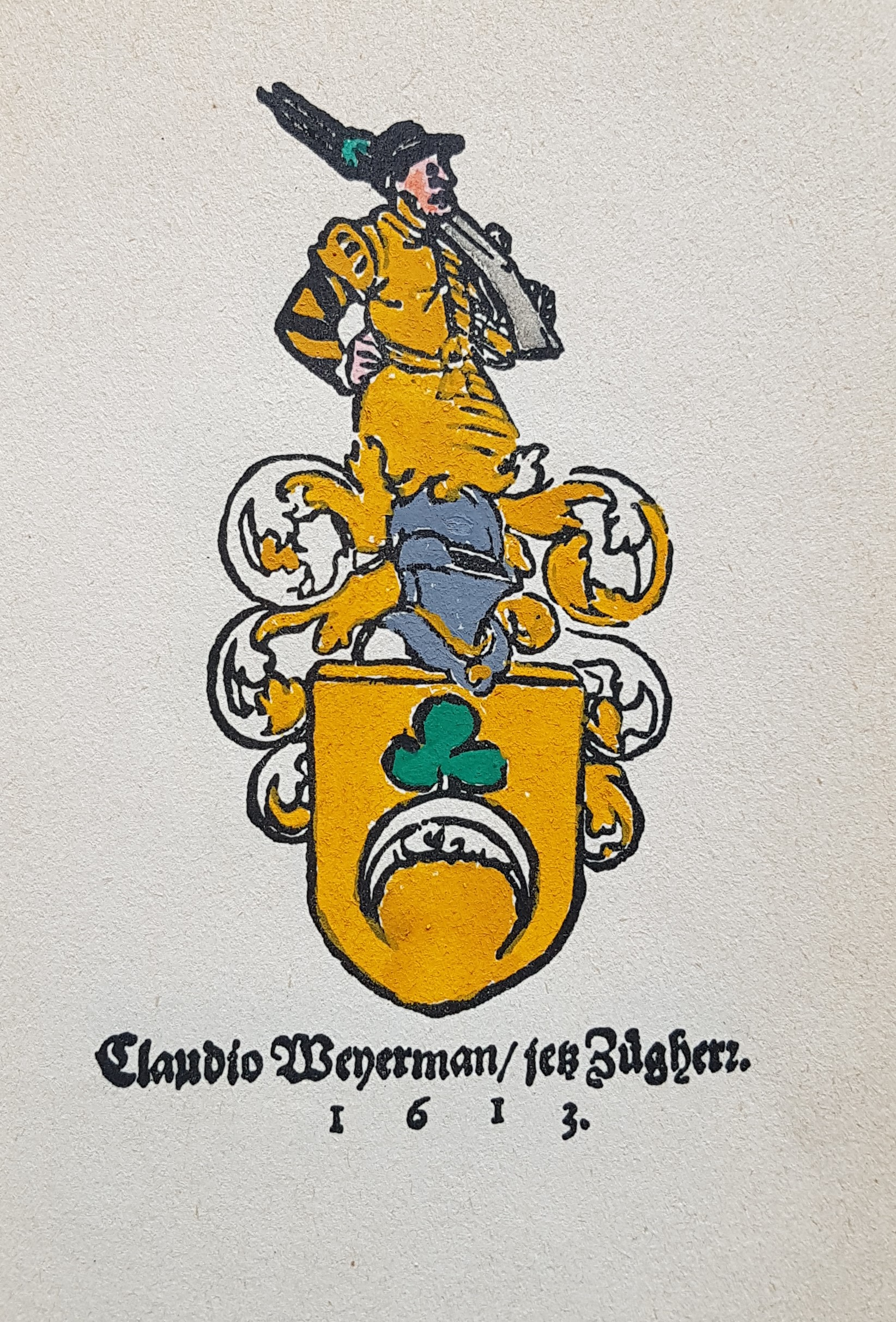
Wappen Weyermann (1613)

Die Familie Weyermann (Wigerman, Wierman, Wyerman) ist eine ausgestorbene Berner Patrizierfamilie der Gesellschaft zu Mittellöwen und der Zunftgesellschaft zu Schmieden.
Niklaus Weyermann besass 1475 das Burgerrecht der Stadt Bern und war Angehöriger der Gesellschaft zu Schützen. Dessen gleichnamiger Sohn gelangte 1513 als erster des Geschlechts in den Grossen Rat. Das Geschlecht starb 2013 im Mannsstamm aus.
Angehörige der Familie besassen zeitweise die Campagne Oberried in Belp.

## Personen
- Niklaus Weyermann (I.), Burger von Bern 1475
- Niklaus Weyermann (II.), Mitglied des Grossen Rats 1513
- Dominik Weyermann († 1528), Mitglied des Grossen Rats 1525
- Anton Weyermann († 1558), Mitglied des Grossen Rats 1532, Landvogt zu Morges 1541
- Glado Weyermann († 1636), Schultheiss der Stadt Bern
- Albrecht Weyermann (1809–1885), Schweizer Politiker und Pfarrer
- Hans Weyermann (1895–1989), Burgerratspräsident von Bern
- Hans Beat Glado Weyermann (1929–2013), ultimus[2]

## Trivia
Die Weyermannstrasse in Bern ehrt die Familie Weyermann.

## Archive
- Nachlass Albrecht Weyermann im Katalog der Burgerbibliothek Bern
- Streubestände zu Hans Weyermann (1895–1989) in der Burgerbibliothek Bern